# Elsa Andersson
Elsa Andersson, née le 27 avril 1897 à Strövelstorp (Suède) et morte le 22 janvier 1922, est la première aviatrice suédoise et une parachutiste cascadeuse.
En 1922, elle se tue lors de son troisième saut à Askersund. Des milliers de spectateurs étaient rassemblés sur la glace du lac Alsen gelé. Elle a eu du mal à ouvrir son parachute, qui s'est finalement déplié à peu de distance de la cime des arbres et s'est écrasée violemment sur le sol.

## Adaptation en roman et film
- En 1996, l'auteur Jacques Werup rédige une biographie romancée d'Elsa Andersson.
- En 2001, ce même roman est adapté au cinéma par Jan Troell sous le nom de Blanche comme la neige (Så vit som en snö).